# 大和村立南中学校
大和村立南中学校（やまとそんりつみなみちゅうがっこう）は、かつて岐阜県郡上郡大和村（後の大和町。現・郡上市）に存在した公立中学校。

## 概要
- 郡上郡大和村の中学校であり、校区は大和町の南部（旧・山田村であった。1968年、大和村の3つの中学校（北中学校・南中学校・西中学校）を統合し、大和中学校の新設により廃校。
- 校舎は大和中学校南分教室として1970年まで使用された。跡地は大和南小学校の敷地の一部となっている。

## 沿革
- 1947年（昭和22年）4月1日 - 山田村立山田中学校として開校。山田小学校の校舎の一部を仮校舎とする。下栗巣分校、上栗巣分校を設置。
- 1950年（昭和25年）11月 - 山田小学校の隣接地に校舎を新築。
- 1955年（昭和30年）3月28日 - 西川村、弥富村、山田村が合併し、大和村が発足。同時に大和村立山田中学校に改称する。
- 1956年（昭和31年）4月1日 - 大和村立南中学校に改称する。
- 1968年（昭和43年）
  - 3月31日 - 大和村の3つの中学校（北中学校・南中学校・西中学校）を統合。大和中学校の新設により廃校。下栗巣分校、上栗栖分校は大和中学校に引き継がれる。
  - 4月1日 - 大和村立大和中学校南分教室となる。
- 1970年（昭和45年）3月31日 - 大和中学校南分教室を廃止。

## 下栗巣分校
- 現在の岐阜県郡上市大和町栗巣32-1に存在し、東小学校に併設されていた。
- 1947年4月、山田村立山田中学校上栗巣分校として開校。山田小学校上栗巣分校に併設され、校舎は山田小学校上栗巣分校の一部を使用。1950年4月に中学校校舎を新築する。
- 1955年3月28日に西川村、弥富村、山田村が合併し、大和村が発足すると大和村立山田中学校下栗巣分校に改称。
- 1956年、本校の改称に伴い大和村立南中学校下栗巣分校に改称する。また併設先の山田小学校下栗巣分校が独立し大和村立東小学校となる。
- 1968年に大和村の3つの中学校が統合されて大和村立大和中学校が発足すると、下栗巣分校は統合校舎完成までは存続となり、大和村立大和中学校下栗巣分校となったが、統合校舎完成により1970年3月に廃校となった。

## 上栗巣分校
- 現在の岐阜県郡上市大和町栗巣1934に存在し、東小学校上栗巣分校に併設されていた。
- 1947年4月、山田村立山田中学校上栗巣分校として開校。山田小学校上栗巣分校に併設され、校舎は山田小学校上栗巣分校の一部を使用。
- 1955年3月28日に西川村、弥富村、山田村が合併し、大和村が発足すると大和村立山田中学校上栗巣分校に改称。
- 1956年、本校の改称に伴い大和村立南中学校上栗巣分校に改称する。また併設先の山田小学校上栗巣分校は大和村立東小学校に移管され、東小学校上栗巣分校となる。
- 1968年に大和村の3つの中学校が統合されて大和村立大和中学校が発足すると、上栗巣分校は統合校舎完成までは存続となり、大和村立大和中学校上栗巣分校となったが、統合校舎完成により1970年3月に廃校となった。